# Saverio Salvatore Porcari
Saverio Salvatore Porcari Li Destri (Palermo, 24 novembre 1927 – Roma, 4 gennaio 2013) è stato un politico e ambasciatore italiano.

## Biografia
Già Ambasciatore italiano a Cuba, era iscritto alla P2 con numero di tessera 831. 
Nel 1994 viene eletto Senatore della Repubblica con Alleanza Nazionale. Conferma il seggio a Palazzo Madama anche dopo le elezioni politiche del 1996. Nel dicembre 1997 passa ai Cristiani Democratici Uniti, ma nell'ottobre 1998 è in contrasto con la scelta del partito di Buttiglione (nel frattempo confluito nell'Unione Democratica per la Repubblica) di sostenere il governo D'Alema I, quindi passa a Forza Italia. Conclude il proprio mandato parlamentare nel 2001.
Muore all'età di 85 anni, nel gennaio del 2013.